# Округ Макферсон (Јужна Дакота)
Округ Макферсон (енгл. McPherson County) је округ у америчкој савезној држави Јужна Дакота.

## Демографија
По попису из 2010. године број становника је 2.459, што је 445 (-15,3%) становника мање него 2000. године.
| Група             | 2000.         | 2010.         |
| Белци             | 2.880 (99,2%) | 2.405 (97,8%) |
| Афроамериканци    | 0 (0,0%)      | 1 (0,0%)      |
| Азијати           | 4 (0,1%)      | 4 (0,2%)      |
| Хиспаноамериканци | 6 (0,2%)      | 25 (1,0%)     |
| Укупно            | 2.904         | 2.459         |